# Liste de synagogues de France
La présente liste de synagogues de France ne se veut pas exhaustive. En effet il,faut aussi noter l'Oratoire israelite de Dunkerque due a la petite communautė mais toujours presente depuis le XVIII eme siecle

## Liste
| Nom                                                                     | Image | Commune                      | Département                | Région                     | Fondation         | Remarques |
| ----------------------------------------------------------------------- | ----- | ---------------------------- | -------------------------- | -------------------------- | ----------------- | --- |
| Synagogue d'Altkirch                                                    |       | Altkirch                     | Haut-Rhin (68)             | Grand Est                  | 1835              | La synagogue d'Altkirch ne fonctionne plus, faute de communauté juive. |
| Synagogue d'Amiens                                                      |       | Amiens                       | Somme (80)                 | Hauts-de-France            | 1935              | Nouvelle synagogue inaugurée le 22 octobre 2017 |
| Synagogue d'Angers                                                      |       | Angers                       | Maine-et-Loire (49)        | Pays de la Loire           | 2013              | Cette église ruinée datant de 1119 n'a été transformée en synagogue qu'en 2013. |
| Synagogue d'Annemasse                                                   |       | Annemasse                    | Haute-Savoie (74)          | Auvergne-Rhône-Alpes       |                   | |
| Synagogue d'Antibes                                                     |       | Antibes                      | Alpes-Maritimes (06)       | Provence-Alpes-Côte d'Azur | 1990              | |
| Synagogue d'Antony                                                      |       | Antony                       | Hauts-de-Seine (92)        | Île-de-France              |                   | |
| Synagogue d'Arcachon                                                    |       | Arcachon                     | Gironde (33)               | Nouvelle-Aquitaine         | 1877              | Financée par Daniel Iffla Osiris |
| Synagogue d'Avignon                                                     |       | Avignon                      | Vaucluse (84)              | Provence-Alpes-Côte d'Azur | 1787              | |
| Synagogue de Balbronn                                                   |       | Balbronn                     | Bas-Rhin (67)              | Grand Est                  |                   | |
| Synagogue de Bar-le-Duc                                                 |       | Bar-le-Duc                   | Meuse (55)                 | Grand Est                  | 1870              | |
| Synagogue de Bastia                                                     |       | Bastia                       | Haute-Corse (2B)           | Corse                      | 1935              | |
| Synagogue de Bayonne                                                    |       | Bayonne                      | Pyrénées-Atlantiques (64)  | Nouvelle-Aquitaine         | 1837              | |
| Synagogue de Belfort                                                    |       | Belfort                      | Territoire de Belfort (90) | Bourgogne-Franche-Comté    | 1857              | |
| Synagogue de Bergheim                                                   |       | Bergheim                     | Haut-Rhin (68)             | Grand Est                  | 1863              | |
| Synagogue de Besançon                                                   |       | Besançon                     | Doubs (25)                 | Bourgogne-Franche-Comté    | 1870              | Principal lieu de culte juif de la ville de Besançon. |
| Synagogue de Biarritz                                                   |       | Biarritz                     | Pyrénées-Atlantiques (64)  | Nouvelle-Aquitaine         | 1904              | Fermée au culte depuis 1995 pour des raisons de sécurité, la synagogue a rouvert à l'été 2012. |
| Synagogue de Bitche                                                     |       | Bitche                       | Moselle (57)               | Grand Est                  | 1884              | |
| Grande synagogue de Bordeaux                                            |       | Bordeaux                     | Gironde (33)               | Nouvelle-Aquitaine         | 1882              | |
| Grande synagogue de Boulay-Moselle                                      |       | Boulay-Moselle               | Moselle (57)               | Grand Est                  | 1952              | |
| Synagogue de Boulogne-Billancourt                                       |       | Boulogne-Billancourt         | Hauts-de-Seine (92)        | Île-de-France              | 1911              | Durant la Seconde Guerre mondiale, la synagogue fut transformée en écurie. Elle fut réhabilitée après la guerre. |
| Synagogue de Boulogne-sur-Mer                                           |       | Boulogne-sur-Mer             | Pas-de-Calais (62)         | Hauts-de-France            | 25 août 1873      | |
| Ancienne synagogue de Bouxwiller                                        |       | Bouxwiller                   | Bas-Rhin (67)              | Grand Est                  |                   | |
| Synagogue de Bouzonville                                                |       | Bouzonville                  | Moselle (57)               | Grand Est                  | 1960              | |
| Synagogue de Brumath                                                    |       | Brumath                      | Bas-Rhin (67)              | Grand Est                  |                   | |
| Ancienne Synagogue de Bruyères                                          |       | Bruyères                     | Vosges (88)                | Grand Est                  | 1902              | |
| Synagogue de Buding                                                     |       | Buding                       | Moselle (57)               | Grand Est                  | 1838              | |
| Synagogue de Cachan                                                     |       | Cachan                       | Val-de-Marne (94)          | Île-de-France              |                   | |
| Synagogue de Caen                                                       |       | Caen                         | Calvados (14)              | Normandie                  | 1966              | |
| Synagogue de Cannes                                                     |       | Cannes, boulevard d'Alsace   | Alpes-Maritimes (06)       | Provence-Alpes-Côte d'Azur | 1952              | |
| Synagogue Hadad Lubavitch de Cannes                                     |       | Cannes, rue Commandant Vidal | Alpes-Maritimes (06)       | Provence-Alpes-Côte d'Azur |                   | |
| Synagogue de Carpentras                                                 |       | Carpentras                   | Vaucluse (84)              | Provence-Alpes-Côte d'Azur | 1776              | |
| Synagogue de Cattenom                                                   |       | Cattenom                     | Moselle (57)               | Grand Est                  | 1854              | |
| Synagogue de Cavaillon                                                  |       | Cavaillon                    | Vaucluse (84)              | Provence-Alpes-Côte d'Azur | 1774              | |
| Synagogue de Chablis                                                    |       | Chablis                      | Yonne (89)                 | Bourgogne-Franche-Comté    | XVIe siècle       | |
| Synagogue de Chalon-sur-Saône                                           |       | Chalon-sur-Saône             | Saône-et-Loire (71)        | Bourgogne-Franche-Comté    | 1882              | |
| Synagogue de Châlons-en-Champagne                                       |       | Châlons-en-Champagne         | Marne (51)                 | Grand Est                  | 1875              | La synagogue est construite entre 1874 et 1875 sur les plans de l'architecte châlonnais Alexis Vagny (1821-1888), et inaugurée en septembre 1875. |
| Synagogue de Clermont-Ferrand                                           |       | Clermont-Ferrand             | Puy-de-Dôme (63)           | Auvergne-Rhône-Alpes       | 1962              | Seul élément patrimonial juif d'Auvergne, elle fut inaugurée après restauration en 2013. |
| Synagogue de Clouange                                                   |       | Clouange                     | Moselle (57)               | Grand Est                  | 1960              | |
| Synagogue de Colmar                                                     |       | Colmar                       | Haut-Rhin (68)             | Grand Est                  |                   | |
| Ancienne synagogue de Commercy                                          |       | Commercy                     | Meuse (55)                 | Grand Est                  |                   | |
| Synagogue de Delme                                                      |       | Delme                        | Moselle (57)               | Grand Est                  | 1946              | |
| Synagogue de Dettwiller                                                 |       | Dettwiller                   | Bas-Rhin (67)              | Grand Est                  |                   | |
| Synagogue de Diemeringen                                                |       | Diemeringen                  | Bas-Rhin (67)              | Grand Est                  |                   | |
| Synagogue de Dieuze                                                     |       | Dieuze                       | Moselle (57)               | Grand Est                  | 1955              | |
| Synagogue de Dijon                                                      |       | Dijon                        | Côte-d'Or (21)             | Bourgogne-Franche-Comté    | 1879              | Par arrêté du 15 mars 1989, la synagogue est inscrite au titre des monuments historiques en totalité. |
| Synagogue de Duppigheim                                                 |       | Duppigheim                   | Bas-Rhin (67)              | Grand Est                  |                   | |
| Synagogue d'Elbeuf                                                      |       | Elbeuf                       | Seine-Maritime (76)        | Normandie                  | 1909              | Par arrêté du 25 mai 2009, la synagogue est inscrite au titre des monuments historiques en totalité. |
| Synagogue de Ennery                                                     |       | Ennery                       | Moselle (57)               | Grand Est                  | 1819              | |
| Synagogue d'Enghien-les-Bains                                           |       | Enghien-les-Bains            | Val-d'Oise (95)            | Île-de-France              |                   | |
| Synagogue d'Épernay                                                     |       | Épernay                      | Marne (51)                 | Grand Est                  | 1890              | |
| Synagogue d'Épinal                                                      |       | Épinal                       | Vosges (88)                | Grand Est                  | 1902              | |
| Synagogue d'Étain                                                       |       | Étain                        | Meuse (55)                 | Grand Est                  | 1928              | |
| Synagogue du Bras-de-Fer d'Évry                                         |       | Évry-Courcouronnes           | Essonne (91)               | Île-de-France              |                   | |
| Synagogue de Faulquemont                                                |       | Faulquemont                  | Moselle (57)               | Grand Est                  | 1960              | |
| Synagogue de Fénétrange                                                 |       | Fénétrange                   | Moselle (57)               | Grand Est                  | 1866              | |
| Synagogue de Fontainebleau                                              |       | Fontainebleau                | Seine-et-Marne (77)        | Île-de-France              | 1965              | |
| Synagogue de Forbach                                                    |       | Forbach                      | Moselle (57)               | Grand Est                  | 1835              | |
| Synagogue de Foussemagne                                                |       | Foussemagne                  | Territoire de Belfort (90) | Bourgogne-Franche-Comté    | 1875              | |
| Synagogue de Gosselming                                                 |       | Gosselming                   | Moselle (57)               | Grand Est                  | 1802              | |
| Synagogue de Grosbliederstroff                                          |       | Grosbliederstroff            | Moselle (57)               | Grand Est                  | 1835              | |
| Synagogue de Guebwiller                                                 |       | Guebwiller                   | Haut-Rhin (68)             | Grand Est                  | 1872              | Saccagée par les nazis en 1940, elle a été restaurée en 1957. |
| Synagogue de Hagondange                                                 |       | Hagondange                   | Moselle (57)               | Grand Est                  | 1952              | |
| Synagogue de Hayange                                                    |       | Hayange                      | Moselle (57)               | Grand Est                  | 1957              | |
| Synagogue de Haguenau                                                   |       | Haguenau                     | Bas-Rhin (67)              | Grand Est                  | 1820              | |
| Synagogue de Hochfelden                                                 |       | Hochfelden                   | Bas-Rhin (67)              | Grand Est                  |                   | |
| Synagogue de Imling                                                     |       | Imling                       | Moselle (57)               | Grand Est                  | 1846              | |
| Synagogue d'Ingwiller                                                   |       | Ingwiller                    | Bas-Rhin (67)              | Grand Est                  | 1822              | |
| Synagogue du Havre                                                      |       | Le Havre                     | Seine-Maritime (76)        | Normandie                  |                   | |
| Synagogue du Mans                                                       |       | Le Mans                      | Sarthe (72)                | Pays de la Loire           |                   | |
| Synagogue du centre culturel israélite de Levallois Anna et Simon Drahi |       | Levallois-Perret             | Hauts-de-Seine (92)        | Île-de-France              |                   | |
| Synagogue de Lille                                                      |       | Lille                        | Nord (59)                  | Hauts-de-France            | 1891              | Première synagogue construite dans le Nord. |
| Synagogue de Limoges                                                    |       | Limoges                      | Haute-Vienne (87)          | Nouvelle-Aquitaine         |                   | |
| Synagogue de Liocourt                                                   |       | Liocourt                     | Moselle (57)               | Grand Est                  | 1831              | |
| Synagogue de Lixheim                                                    |       | Lixheim                      | Moselle (57)               | Grand Est                  | 1962              | |
| Synagogue de Lunéville                                                  |       | Lunéville                    | Meurthe-et-Moselle (54)    | Grand Est                  | 1786              | C'est la seconde synagogue construite dans le royaume de France depuis l'expulsion des juifs en 1394, après celle de Phalsbourg, depuis remplacée. |
| Synagogue de Luttange                                                   |       | Luttange                     | Moselle (57)               | Grand Est                  | 1786              | |
| Grande synagogue de Lyon                                                |       | Lyon                         | Métropole de Lyon (69)     | Auvergne-Rhône-Alpes       | 1864              | |
| Synagogue de Mackenheim                                                 |       | Mackenheim                   | Bas-Rhin (67)              | Grand Est                  |                   | |
| Synagogue Makhlouf Zemour                                               |       | Mâcon                        | Saône-et-Loire (71)        | Bourgogne-Franche-Comté    |                   | |
| Synagogue de Maizières-lès-Vic                                          |       | Maizières-lès-Vic            | Moselle (57)               | Grand Est                  | 1868              | |
| Synagogue de Marmoutier                                                 |       | Marmoutier                   | Bas-Rhin (67)              | Grand Est                  |                   | |
| Grande synagogue de Marseille                                           |       | Marseille                    | Bouches-du-Rhône (13)      | Provence-Alpes-Côte d'Azur | 1864              | |
| Synagogue de Massy                                                      |       | Massy                        | Essonne (91)               | Île-de-France              | 1965              | |
| Synagogue de Menton                                                     |       | Menton                       | Alpes-Maritimes (06)       | Provence-Alpes-Côte d'Azur |                   | |
| Synagogue de Merlebach                                                  |       | Merlebach                    | Moselle (57)               | Grand Est                  | 19 mars 1961      | Inaugurée le dimanche 19 mars 1961 ; désaffectée et vendue à la municipalité vers l'an 2000. |
| Synagogue de Metz                                                       |       | Metz                         | Moselle (57)               | Grand Est                  | 1850              | |
| Synagogue de Mittelbronn                                                |       | Mittelbronn                  | Moselle (57)               | Grand Est                  | 1775              | |
| Synagogue de Montbéliard                                                |       | Montbéliard                  | Doubs (25)                 | Bourgogne-Franche-Comté    | 1888              | |
| Synagogue de Mulhouse                                                   |       | Mulhouse                     | Haut-Rhin (68)             | Grand Est                  | 1849              | |
| Synagogue de Mutzig                                                     |       | Mutzig                       | Bas-Rhin (67)              | Grand Est                  |                   | |
| Synagogue de Nancy                                                      |       | Nancy                        | Meurthe-et-Moselle (54)    | Grand Est                  | 1790              | |
| Synagogue de Nantes                                                     |       | Nantes                       | Loire-Atlantique (44)      | Pays de la Loire           | 1870              | |
| Synagogue de Neuilly-sur-Seine                                          |       | Neuilly-sur-Seine            | Hauts-de-Seine (92)        | Île-de-France              | 1878              | Plus ancienne synagogue de la banlieue parisienne. |
| Synagogue de Nice                                                       |       | Nice                         | Alpes-Maritimes (06)       | Provence-Alpes-Côte d'Azur | 1886              | |
| Synagogue de Niederbronn-les-Bains                                      |       | Niederbronn-les-Bains        | Bas-Rhin (67)              | Grand Est                  |                   | |
| Synagogue d'Obernai                                                     |       | Obernai                      | Bas-Rhin (67)              | Grand Est                  |                   | |
| Synagogue de Odratzheim                                                 |       | Odratzheim                   | Bas-Rhin (67)              | Grand Est                  |                   | |
| Synagogue d'Orléans                                                     |       | Orléans                      | Loiret (45)                | Centre-Val de Loire        |                   | |
| Synagogue Nazareth                                                      |       | Paris (3e)                   | Paris (75)                 | Île-de-France              | 1852              | |
| Synagogue Charles Liché                                                 |       | Paris (4e)                   | Paris (75)                 | Île-de-France              | 1963              | Initialement appelée synagogue de la place des Vosges, elle est renommée le 16 juin 2006 en l'honneur de son fondateur, Charles Liché |
| Synagogue de la rue Pavée                                               |       | Paris (4e)                   | Paris (75)                 | Île-de-France              | 1914              | |
| Synagogue de la rue des Tournelles                                      |       | Paris (4e)                   | Paris (75)                 | Île-de-France              | 1876              | |
| Synagogue Adas Yereim                                                   |       | Paris (9e)                   | Paris (75)                 | Île-de-France              |                   | |
| Synagogue Buffault                                                      |       | Paris (9e)                   | Paris (75)                 | Île-de-France              | 1877              | |
| Grande synagogue de Paris                                               |       | Paris (9e)                   | Paris (75)                 | Île-de-France              | 1874              | |
| Synagogue Rashi                                                         |       | Paris (9e)                   | Paris (75)                 | Île-de-France              |                   | |
| Synagogue Adath Israël                                                  |       | Paris (11e)                  | Paris (75)                 | Île-de-France              |                   | |
| Synagogue Don Isaac Abravanel                                           |       | Paris (11e)                  | Paris (75)                 | Île-de-France              | 1962              | |
| Synagogue Chivtei Israël                                                |       | Paris (12e)                  | Paris (75)                 | Île-de-France              |                   | |
| Synagogue Chasseloup-Laubat                                             |       | Paris (15e)                  | Paris (75)                 | Île-de-France              | 1913              | |
| Synagogue de la rue Copernic                                            |       | Paris (16e)                  | Paris (75)                 | Île-de-France              | 1907              | Judaïsme libéral |
| Synagogue de la rue de Montevideo                                       |       | Paris (16e)                  | Paris (75)                 | Île-de-France              | 1893              | |
| Synagogue du Centre européen du judaïsme                                |       | Paris (17e)                  | Paris (75)                 | Île-de-France              | 2019              | |
| Synagogue Michkenot Israël                                              |       | Paris (19e)                  | Paris (75)                 | Île-de-France              | 1993              | |
| Synagogue de Belleville                                                 |       | Paris (20e)                  | Paris (75)                 | Île-de-France              | 1933              | |
| Synagogue de Perpignan                                                  |       | Perpignan                    | Pyrénées-Orientales (66)   | Occitanie                  | 2018              | |
| Synagogue de Peyrusse-le-Roc                                            |       | Peyrusse-le-Roc              | Aveyron (12)               | Occitanie                  |                   | |
| Synagogue de Phalsbourg                                                 |       | Phalsbourg                   | Moselle (57)               | Grand Est                  | 1857              | Synagogue rue Alexandre-Weil, reconstruite en 1857 sur l'emplacement d'une ancienne datant de 1772, désaffectée en 2008. |
| Synagogue de Pfaffenhoffen                                              |       | Pfaffenhoffen                | Bas-Rhin (67)              | Grand Est                  | 1791              | Une des plus anciennes synagogues du Bas-Rhin. |
| Synagogue de Pont-à-Mousson                                             |       | Pont-à-Mousson               | Meurthe-et-Moselle (54)    | Grand Est                  | 1830              | |
| Synagogue de Reichshoffen                                               |       | Reichshoffen                 | Bas-Rhin (67)              | Grand Est                  |                   | |
| Synagogue de Reims                                                      |       | Reims                        | Marne (51)                 | Grand Est                  | 1879              | |
| Synagogue de Rennes                                                     |       | Rennes                       | Ille-et-Vilaine (35)       | Bretagne                   |                   | |
| Synagogue de Rosheim                                                    |       | Rosheim                      | Bas-Rhin (67)              | Grand Est                  |                   | |
| Synagogue de Rouen                                                      |       | Rouen                        | Seine-Maritime (76)        | Normandie                  |                   | |
| Synagogue de Rouffach                                                   |       | Rouffach                     | Haut-Rhin (68)             | Grand Est                  |                   | |
| Synagogue de Sarcelles                                                  |       | Sarcelles                    | Val-d'Oise (95)            | Île-de-France              |                   | |
| Synagogue de Saint-Avold                                                |       | Saint-Avold                  | Moselle (57)               | Grand Est                  | 1956              | Bâtie aux lendemains de la Seconde Guerre mondiale pour remplacer l'ancienne Synagogue de la rue des Anges (1825-1940), pillée et profanée par les nazis en 1940. |
| Synagogue de Saint-Dié-des-Vosges                                       |       | Saint-Dié-des-Vosges         | Vosges (88)                | Grand Est                  | 1963              | |
| Synagogue de Saint-Dizier                                               |       | Saint-Dizier                 | Haute-Marne (52)           | Grand Est                  |                   | |
| Synagogue de Saint-Étienne                                              |       | Saint-Étienne                | Loire (42)                 | Auvergne-Rhône-Alpes       |                   | |
| Synagogue de Saint-Louis                                                |       | Saint-Louis                  | Haut-Rhin (68)             | Grand Est                  | 1907              | Synagogue inaugurée en 1907 et agrandie dans les années 1930. |
| Synagogue de Saint-Mihiel                                               |       | Saint-Mihiel                 | Meuse (55)                 | Grand Est                  | 1867              | |
| Synagogue de Sarrebourg                                                 |       | Sarrebourg                   | Moselle (57)               | Grand Est                  | 1846              | |
| Synagogue de Sarreguemines                                              |       | Sarreguemines                | Moselle (57)               | Grand Est                  | 1962              | |
| Synagogue de Sarre-Union                                                |       | Sarre-Union                  | Bas-Rhin (67)              | Grand Est                  |                   | |
| Synagogue de Saverne                                                    |       | Saverne                      | Bas-Rhin (67)              | Grand Est                  |                   | |
| Synagogue de Schalbach                                                  |       | Schalbach                    | Moselle (57)               | Grand Est                  | 1802              | |
| Synagogue de Scherwiller                                                |       | Scherwiller                  | Bas-Rhin (67)              | Grand Est                  |                   | |
| Synagogue de Schirmeck                                                  |       | Schirmeck                    | Bas-Rhin (67)              | Grand Est                  |                   | |
| Synagogue de Sélestat                                                   |       | Sélestat                     | Bas-Rhin (67)              | Grand Est                  |                   | |
| Synagogue de Sedan                                                      |       | Sedan                        | Ardennes (08)              | Grand Est                  |                   | |
| Synagogue de Senones                                                    |       | Senones                      | Vosges (88)                | Grand Est                  | 1896              | |
| Synagogue de Soultz-Haut-Rhin                                           |       | Soultz-Haut-Rhin             | Haut-Rhin (68)             | Grand Est                  |                   | |
| Synagogue de Soultz-sous-Forêts                                         |       | Soultz-sous-Forêts           | Bas-Rhin (67)              | Grand Est                  |                   | |
| Grande synagogue de la Paix                                             |       | Strasbourg                   | Bas-Rhin (67)              | Grand Est                  | 1958              | Bâtie aux lendemains de la Seconde Guerre mondiale pour remplacer l’ancienne synagogue consistoriale du quai Kléber (1898-1940), pillée et incendiée par les nazis en septembre 1940. |
| Synagogue de l'Union Juive Libérale de Strasbourg (UJLS)                |       | Strasbourg                   | Bas-Rhin (67)              | Grand Est                  |                   | C'est la seule synagogue du Judaïsme libéral en Alsace. |
| Synagogue de Struth                                                     |       | Struth                       | Bas-Rhin (67)              | Grand Est                  |                   | |
| Synagogue de Thann                                                      |       | Thann                        | Haut-Rhin (68)             | Grand Est                  | 1862              | Saccagée sous l’occupation et transformée en local du Winterhilfswerk (service d’aide aux démunis mis en place par les Nazis), elle doit à nouveau être remise en état après restitution à la communauté, en 1948. |
| Synagogue de Thionville                                                 |       | Thionville                   | Moselle (57)               | Grand Est                  | 10 novembre 1957  | La première synagogue de Thionville a été érigée rue de la Poterne, en 1806. On y officia jusqu’en 1913, année de l’inauguration de la deuxième synagogue. Celle-ci se situait alors avenue Clemenceau. La première pierre de ce second édifice fut posée le 30 avril 1912. L’inauguration eut lieu le 19 septembre 1913. Au cours de la Seconde Guerre Mondiale, de nombreuses familles juives furent décimées par la barbarie nazie, et la synagogue fut brûlée. Elle ne fut reconstruite et inaugurée qu'en 1957, le 10 novembre précisément. |
| Synagogue de Toul                                                       |       | Toul                         | Meurthe-et-Moselle (54)    | Grand Est                  | 1812              | |
| Synagogue Palaprat                                                      |       | Toulouse                     | Haute-Garonne (31)         | Occitanie                  | 1857              | Plus ancienne synagogue de Toulouse. |
| Synagogue de Tours                                                      |       | Tours                        | Indre-et-Loire (37)        | Centre-Val de Loire        | 1908              | |
| Synagogue de Tragny                                                     |       | Tragny                       | Moselle (57)               | Grand Est                  | 1856              | |
| Synagogue Rachi de Troyes                                               |       | Troyes                       | Aube (10)                  | Grand Est                  |                   | |
| Synagogue de Vantoux                                                    |       | Vantoux                      | Moselle (57)               | Grand Est                  | 1777              | |
| Synagogue Keren Or                                                      |       | villeurbanne                 | Métropole de Lyon (69)     | Auvergne-Rhône-Alpes       | 1990              | Judaïsme libéral |
| Synagogue de Vincennes                                                  |       | Vincennes                    | Val-de-Marne (94)          | Île-de-France              | 1907              | |
| Synagogue de Verdun                                                     |       | Verdun                       | Meuse (55)                 | Grand Est                  | 1872              | |
| Synagogue de Versailles                                                 |       | Versailles                   | Yvelines (78)              | Île-de-France              | 1886              | Une des plus anciennes synagogues d'Île-de-France. |
| Synagogue de Vesoul                                                     |       | Vesoul                       | Haute-Saône (70)           | Bourgogne-Franche-Comté    | 1875              | |
| Synagogue de Vitry-le-François                                          |       | Vitry-le-François            | Marne (51)                 | Grand Est                  | 15 septembre 1957 | Elle a été reconstruite après la guerre et inaugurée le 15 septembre 1957, la précédente synagogue construite en 1885 ayant été endommagée par les bombardements de 1940. |
| Synagogue de Vittel                                                     |       | Vittel                       | Vosges (88)                | Grand Est                  | 1928              | |
| Synagogue de Wasselonne                                                 |       | Wasselonne                   | Bas-Rhin (67)              | Grand Est                  | 1960              | |
| Synagogue de Westhoffen                                                 |       | Westhoffen                   | Bas-Rhin (67)              | Grand Est                  |                   | |
| Synagogue de Wintzenheim                                                |       | Wintzenheim                  | Haut-Rhin (68)             | Grand Est                  |                   | |
| Synagogue de Wissembourg                                                |       | Wissembourg                  | Bas-Rhin (67)              | Grand Est                  |                   | À la suite d'un projet lancé en 2017, le bâtiment transformé - destruction de la maison du rabbin, construction d'un nouveau bâtiment attenant, transformation de la façade - abrite désormais les archives et les réserves du musée Westercamp de Wissembourg. |
| Synagogue de Wolfisheim                                                 |       | Wolfisheim                   | Bas-Rhin (67)              | Grand Est                  | 1898              | |
| Synagogue Lechem Chamaïm                                                |       | Poissy                       | Yvelines (78)              | Île-de-France              | 2010              | |